# تسمه تایم

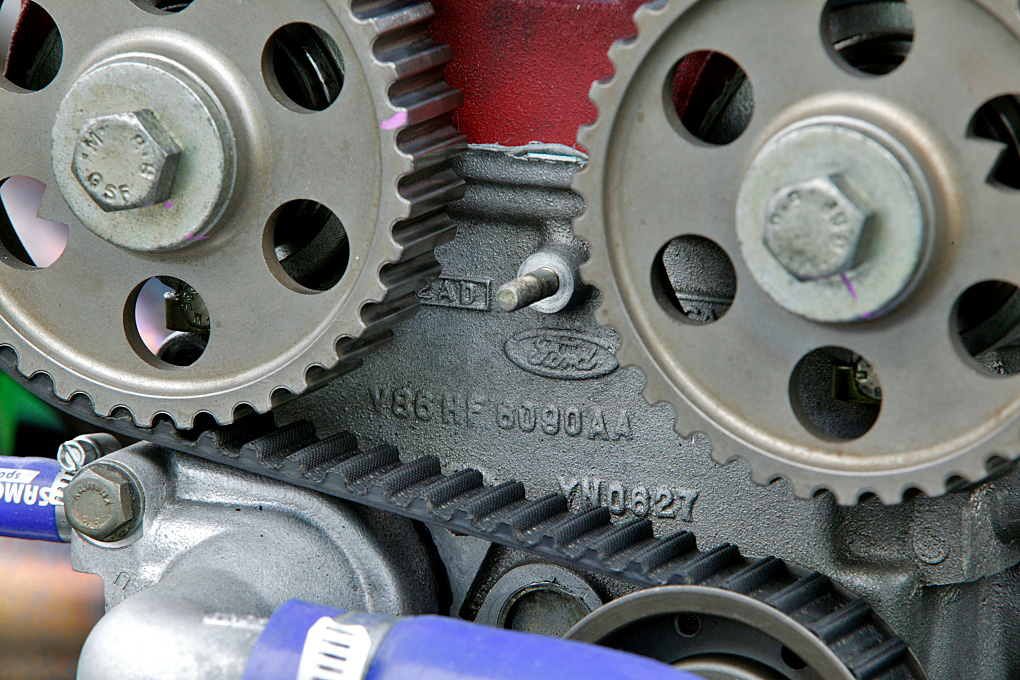
موتور کوزوورث BDR، با تسمهٔ زمان‌بندی و قرقره

تسمهٔ زمان‌بندی یا تسمهٔ تایمینگ یا تسمه تایم (به انگلیسی: Timing belt) تسمه‌ای دندانه‌دار و بخشی از موتور احتراق داخلی است که زمان‌بندی سوپاپهای موتور را کنترل می‌کند و برای هماهنگ‌کردن زمان باز و بسته شدن سوپاپ‌ها حرکت میل‌لنگ را به میل‌بادامک منتقل می‌کند. در برخی از موتورها برای این کار به جای تسمه، چرخ‌دنده به کار می‌رود.

## تاریخچه

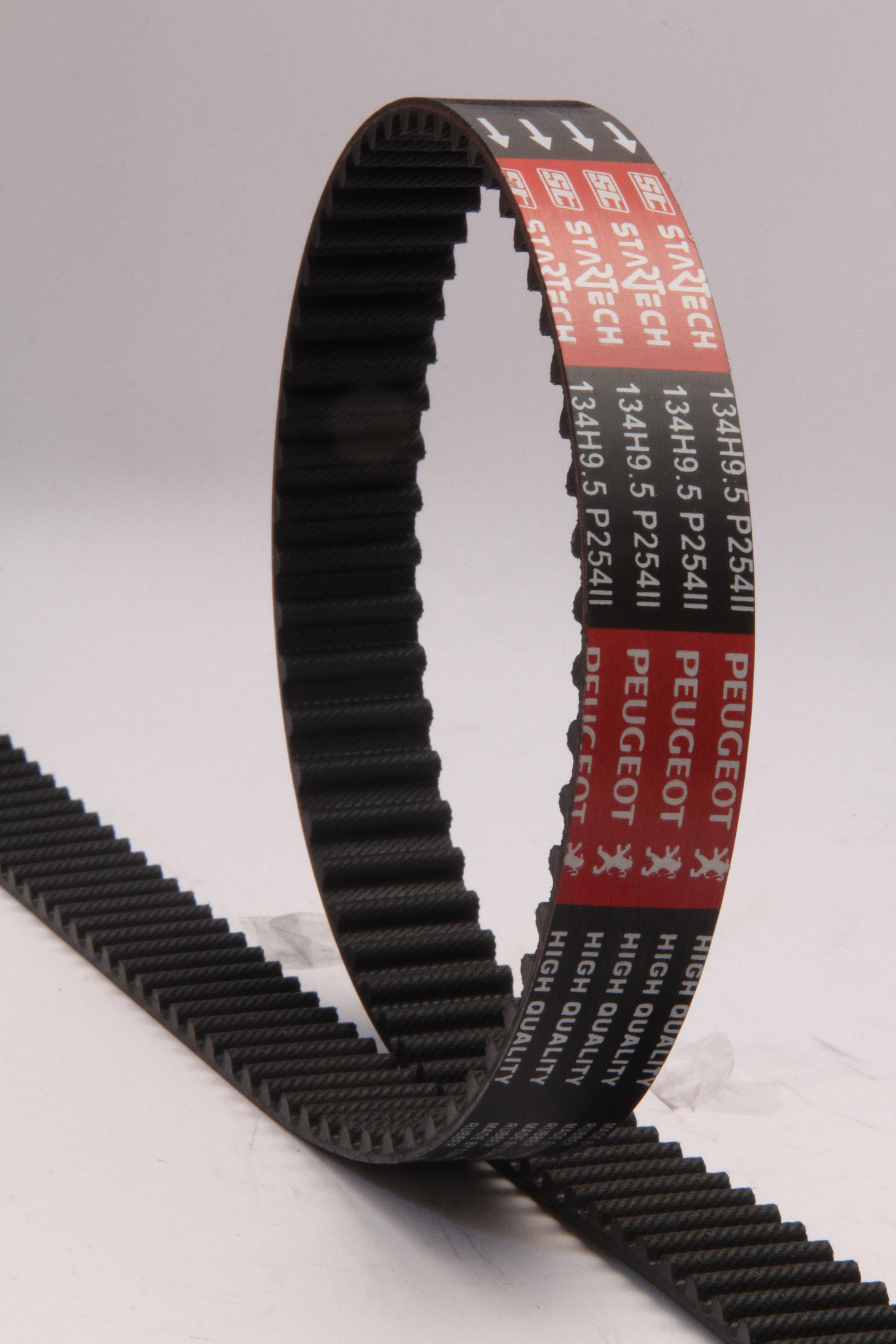
تسمه تایم

زمانبندی موتورها در ابتدا توسط زنجیر انجام می‌شد که باعث می‌گردید موتور ماشین با سر و صدا و اصطلاحاً سنگین کار کند. به همین دلیل و همچنین به علت سادگی استفاده، هزینه کمتر، عدم نیاز به روغن کاری و راندمان بالاتر، به تدریج زنجیر جای خود را به تسمه داد.
اولین تسمه تایم در سال ۱۹۴۵ مورد استفاده قرار گرفته‌است. در سال ۱۹۶۲، خودروی آلمانی «گلاس ۱۰۰۴» اولین خودرویی بود که از تسمه تایم استفاده می‌کرد و به تولید انبوه رسید. سپس در سال ۱۹۶۶ پونتیاک برای اولین بار در آمریکا از تسمه تایم در محصول Tempest خود استفاده کرد. در سال ۱۹۶۶ شرکت Vauxhall تولید طراحی جدیدی از موتورهای ۴ سیلندر را آغاز کرد که در آن از تسمه تایم استفاده می‌شد و همین ترکیب بندی امروزه در غالب خودروها مورد استفاده قرار می‌گیرد.

## عملکرد

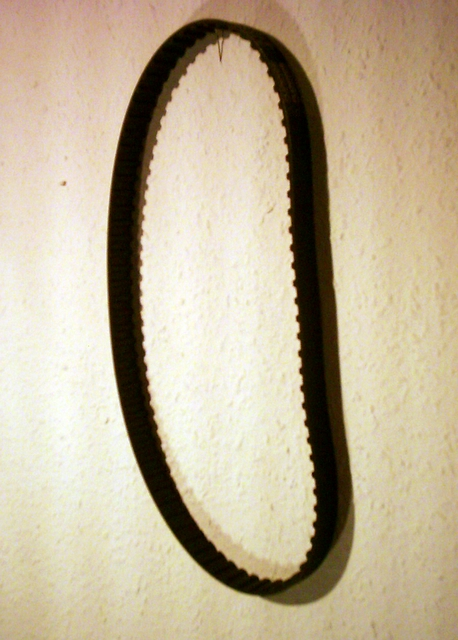
تسمه تایم.

در موتور احتراق داخلی، تسمه تایم میل لنگ را به میل بادامک(ها) متصل می‌کند، تا به نوبت بسته شدن و بازشدن دریچه سوپاپ‌ها را کنترل کند. یک موتور چهار زمانه مستلزم این است که سوپاپ‌ها یکبار در هر دو دور میل لنگ باز و بسته شوند که تسمه تایم این کار را انجام می‌دهد. این تسمه دارای دندانه‌هایی است تا به وسیلهٔ آن، میل بادامک(ها) را هم‌زمان با میل لنگ بچرخاند. در بعضی از طراحی‌های موتور، تسمه تایم همچنین می‌تواند برای به حرکت درآوردن دیگر اجزاء موتور از قبیل پمپ آب و پمپ روغن نیز استفاده شود.

## علائم خرابی
اگر با کاهش قدرت موتور خودروی خود مواجه شده‌اید یا موتور بیش از حد معمول گرما تولید می‌کند از علائم اصلی خرابی تسمه تایم برشمرده می‌شود و البته باید در نظر داشته باشید لرزش زیاد موتور، روغن ریزی، روشن شدن چراغ چک از دیگر علائم خرابی تسمه تایم است که باید در اسرع وقت به تعمیرکار نشان داده شود و برای تعویض آن از لوازم یدکی معتبر استفاده گردد.

## عوض کردن تسمه تایمینگ خودرو
زمانی که از اگزوز دود زیادی خارج می شود و در واقع شما با افزایش دود خروجی از اگزوز خودرو رو به رو هستید، بهتر است سری به تسمه تایمینگ بزنید چرا که شاید زمان تعویض آن فرا رسیده باشد. اگر ماشین استارت نخورد، زنگی دیگر به صدا در می آید که نشان از خرابی تسمه تایمینگ دارد. اگر موتور به هنگام حرکت ماشین بد کار کرد، این هم می تواند نشانه ای دیگر از فرا رسیدن زمان تعویض تسمه تایمینگ خودرو باشد.
در زمانی که اقدام به تعویض تسمه تایمینگ خودرو می کنید، بهتر است به همراه این تسمه، بلبرینگ تایم هم تعویض شود. هر چند بلبرینگ عمر بیشتری نسبت به تسمه تایم دارد و معمولا آن را در هر 100 هزار کیلومتر عوض می کنند اما از آنجا که اگر بلبرینگ هم آسیب ببینند خسارات زیادی مانند خرابی تسمه تایم به همراه دارد، پس بهتر است که در زمان تعویض تسمه تایم خودرو آن را هم تعویض کنید.

## بهترین زمان برای تعویض تسمه تایمینگ
بازه زمانی تعویض تسمه در تمامی این خودروها چیزی بین 60 تا 70 هزار کیلومتر است! پس بهتر است هر بار که خودرو به این میزان کارکرد داشت، اقدام به عوض کردن تسمه تایم کنید.
- پراید: 100 هزار کیلومتر
- پژو 405: 70 هزار کیلومتر
- مزدا 323: 70 هزار کیلومتر
- ریو: 65 هزار کیلومتر
- زانتیا: 65 هزار کیلومتر
- مگان: 60 هزار کیلومتر
- تندر 90: 40 هزار کیلومتر

## تسمه تایمبه بیرون
- تصویر متحرک عملکرد تسمه تایم